# Ahamad Abdullahi Itibar
 (décembre 2022).
Si vous disposez d'ouvrages ou d'articles de référence ou si vous connaissez des sites web de qualité traitant du thème abordé ici, merci de compléter l'article en donnant les références utiles à sa vérifiabilité et en les liant à la section « Notes et références ».
 (décembre 2022).
La mise en forme du texte ne suit pas les recommandations de Wikipédia : il faut le « wikifier ».
Les points d'amélioration suivants sont les cas les plus fréquents :
- Les titres sont pré-formatés par le logiciel. Ils ne sont ni en capitales, ni en gras.
- Le texte ne doit pas être écrit en capitales (les noms de famille non plus), ni en gras, ni en italique, ni en « petit »…
- Le gras n'est utilisé que pour surligner le titre de l'article dans l'introduction, une seule fois.
- L'italique est rarement utilisé : mots en langue étrangère, titres d'œuvres, noms de bateaux, etc.
- Les citations ne sont pas en italique mais en corps de texte normal. Elles sont entourées par des guillemets français : « et ».
- Les listes à puces sont à éviter, des paragraphes rédigés étant largement préférés. Les tableaux sont à réserver à la présentation de données structurées (résultats, etc.).
- Les appels de note de bas de page (petits chiffres en exposant, introduits par l'outil «  Source ») sont à placer entre la fin de phrase et le point final[comme ça].
- Les liens internes (vers d'autres articles de Wikipédia) sont à choisir avec parcimonie. Créez des liens vers des articles approfondissant le sujet. Les termes génériques sans rapport avec le sujet sont à éviter, ainsi que les répétitions de liens vers un même terme.
- Les liens externes sont à placer uniquement dans une section « Liens externes », à la fin de l'article. Ces liens sont à choisir avec parcimonie suivant les règles définies. Si un lien sert de source à l'article, son insertion dans le texte est à faire par les notes de bas de page.
- La présentation des références doit suivre les conventions bibliographiques. Il est recommandé d'utiliser les modèles {{Ouvrage}}, {{Chapitre}}, {{Article}}, {{Lien web}} et/ou {{Bibliographie}}. Le mode d'édition visuel peut mettre en forme automatiquement les références.
- Insérer une infobox (cadre d'informations à droite) n'est pas obligatoire pour parachever la mise en page.

Pour une aide détaillée, merci de consulter Aide:Wikification.
Si vous pensez que ces points ont été résolus, vous pouvez retirer ce bandeau et améliorer la mise en forme d'un autre article.
Ahamad Abdullahi Itibar, plus couramment appelé Docteur Itibar, né à Majunga, à Madagascar, le 23 juin 1956, et décédé le 2 février 2022 à Moroni (Comores), est un médecin comorien spécialiste des maladies tropicales. Il est lauréat du prix de la meilleure thèse en médecine de l’université Cheikh-Anta-Diop de Dakar pour la promotion doctorale de 1987.

## Biographie

### Jeunesse et formation
Ahamad Abdullahi Itibar est le troisième fils d’Abdullahi Itibar, Chef de la brigade criminelle à Majunga et chef inspecteur de la police, et de Sofy Montagnac, franco-malgache, fille d'un ingénieur agronome français Pierre René Gérard Montagnac. 
Né le 23 juin 1956 à Majunga, à Madagascar, d’un père comorien et d’une mère franco-malgache, Ahamad Abdullahi Itibar a très tôt éprouvé le besoin de venir en aide aux populations les plus vulnérables. Ayant passé plusieurs mois de vacances sur l’île de Grande-Comore auparavant. Il a eu son baccalauréat C en juin 1976 avec mention très bien au Lycée Philbert Tsiranana à MAHAJANGA. Il pousse son père et le reste de sa fratrie à quitter Madagascar après le Rutaka (massacre de comoriens à Majunga en décembre 1976) ; ils s'installent à Iconi, la ville d’origine de son père, aux Comores.
Arrivé aux Comores, il obtient une bourse d'études de l'OMS pour la faculté de médecine de l’université Cheikh-Anta-Diop de Dakar qu’il achèvera avec sa thèse sur l’état colpocytologique oncologique des prostituées négro-africaines exerçant officiellement au Sénégal et qui lui vaudra un prix de thèse en 1987.
Il poursuit ses études postdoctorales à l’Institut de médecine tropicale Prince-Léopold de Belgique qui le décernera un Master en médecine tropicale.
De retour en union des Comores, il intègre le service de pneumologie du centre hospitalier national El-Maarouf à Moroni et c’est dans ce service qu’il contribuera à la création du service de lutte contre la tuberculose. 
Déçu du manque de moyen mis à la disposition du système de santé, il démissionne de la fonction publique en 1993, pour constituer sa clinique privée « la clinique Chamian Itibar » avec une patientèle sensiblement constituée des populations les plus démunies.

### Lutte pour une médecine accessible aux plus pauvres
Dès la constitution de sa clinique privée, Ahamad Abdullahi Itibar refuse d’aligner les tarifs de ses consultations médicales aux tarifs fixés par le Conseil de l’Ordre des médecins, estimant ceux-ci trop onéreux pour une population comorienne vivant majoritairement en dessous du seuil de la pauvreté. 
Cette attitude lui vaudra plusieurs rappels à l’ordre disciplinaires avant de lui conduire à adopter une nouvelle stratégie : celle d’aligner le tarif de ses consultations au tarif réglementaire tout en accordant une remise, parfois totale, à sa patientèle la plus démunie. 
Sa sensibilité envers les plus démunis et sa rébellion contre toute marchandisation de la médecine lui ont valu entre autres d’être estimé par sa communauté villageoise et les populations les plus démunies, et décrié par nombre de ses confrères.

### Mort
Ahamad Abdullahi Itibar meurt dans son lit le 2 février 2022. Il est inhumé le jour même après la prière du maharibi vers 19h au cimetière Mazehi à Iconi – cimetière réservé aux plus hautes personnalités de la ville d’Iconi. Aucun membre de sa fratrie n'a pu assister à son enterrement,,.